# دارالنعیم
دارالنعیم (به عربی: دارالنعیم) شهری در موریتانی و مرکز استان نواکشوت شمالی است. دارالنعیم ۶۱٬۰۸۹ نفر جمعیت دارد.